# Mazda Kabura
O  Kabura é um protótipo apresentado pela Mazda em 2006.